# Большая церковь Аплербека
Большая церковь Аплербека (нем. Große Kirche Aplerbeck) — протестантская церковь в Аплербеке, ныне часть Дортмунда (Германия). Она была построена с 1867 по 1869 год в неоготическом стиле по проекту немецкого архитектора Кристиана Хайдена. Признанная памятником архитектуры она используется приходом Святого Георга, служа в основном в качестве концертной церкви.

## История

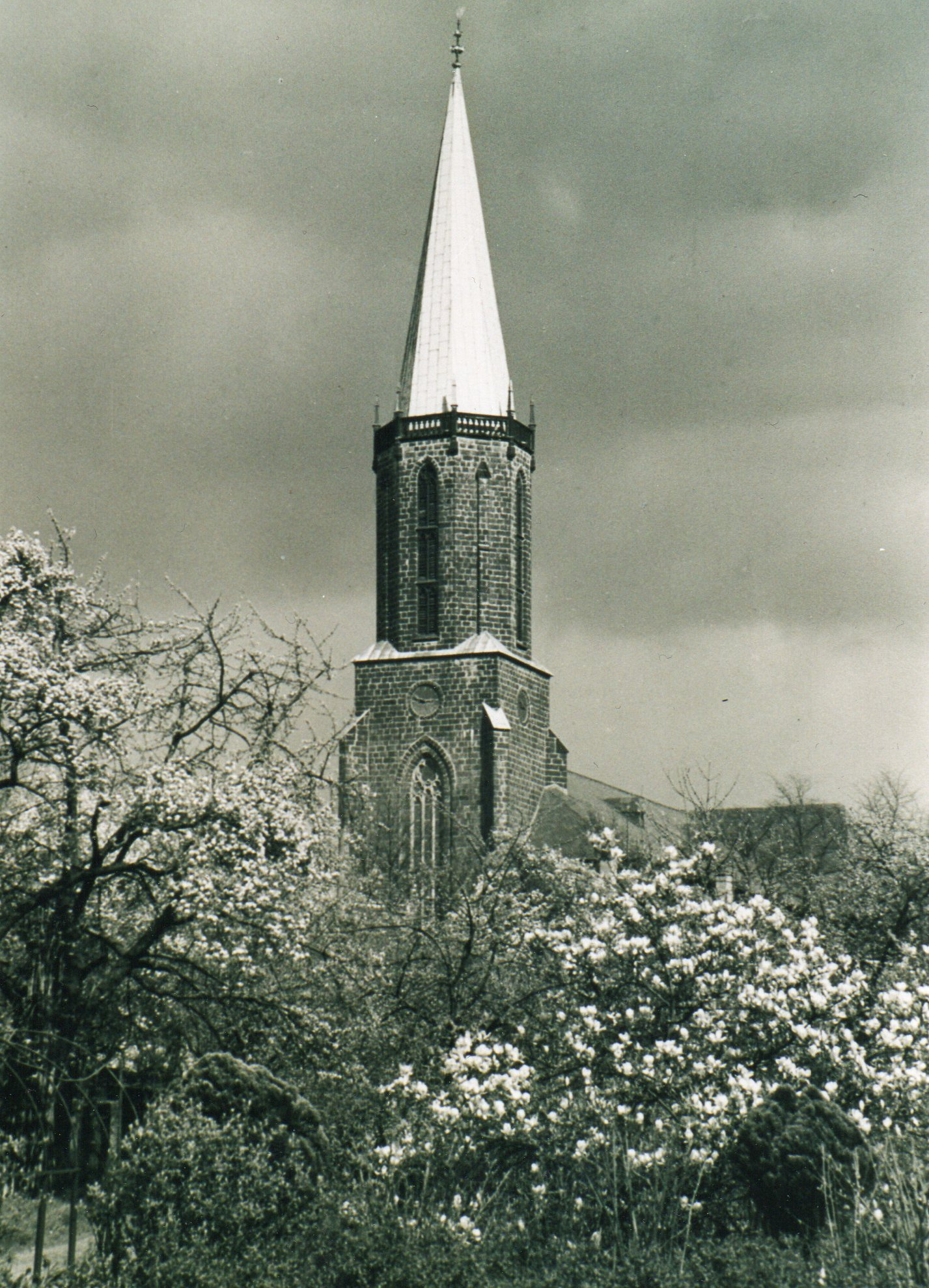
Шпиль церкви в 1960-х годах.

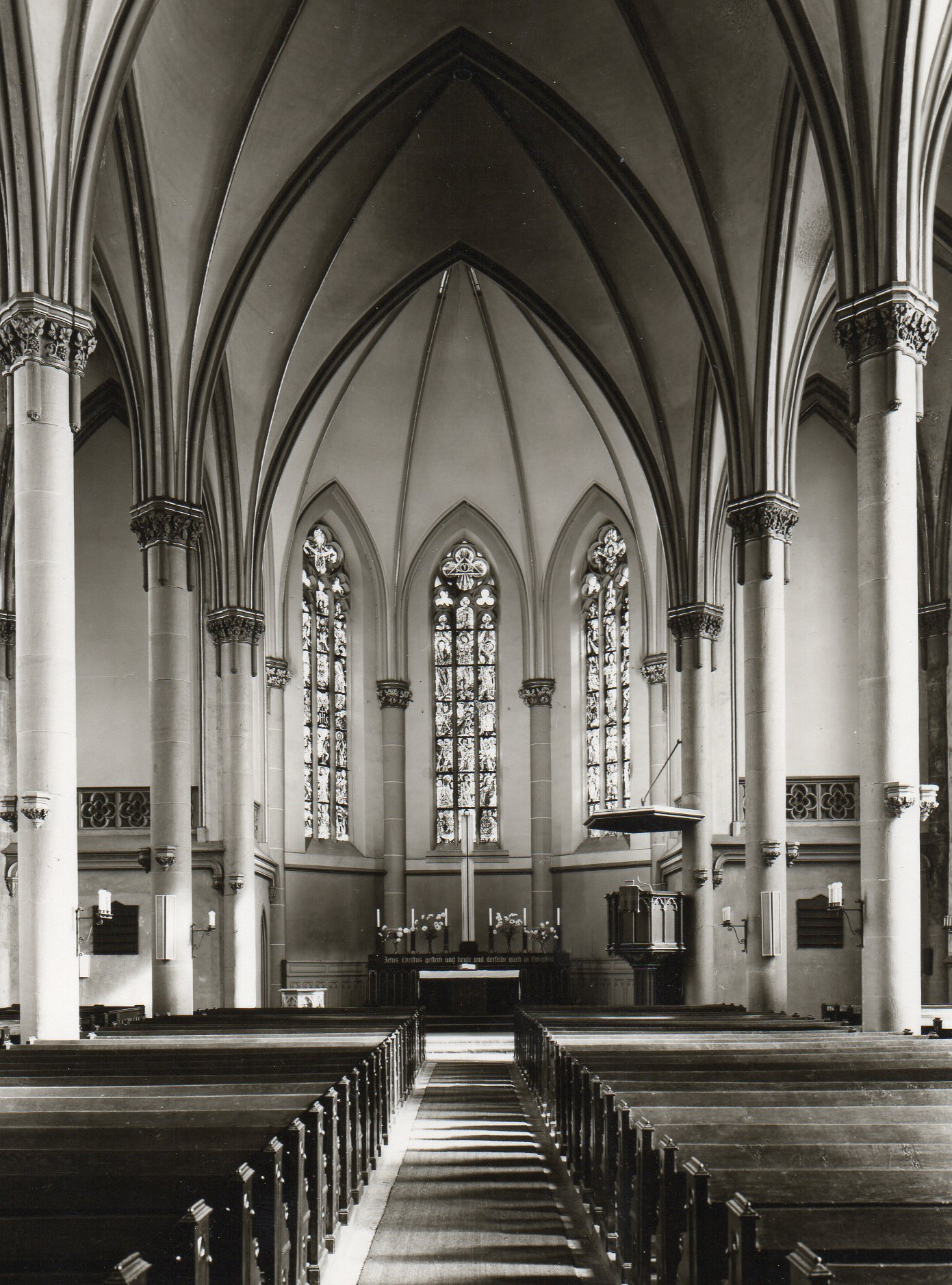
Интерьер церкви ок. 1967 года.

В XIX веке население Аплербека увеличилось из-за процесса индустриализации. Средневековая церковь Святого Георга стала слишком маленькой для растущего количества прихожан. Новая церковь, которая долгое время оставалась без названия, была возведена в 1867 году в неоготическом стиле по проекту Кристиана Хайдена, который является автором схожей церкви в Гютерсло. Проект галерей для увеличения площади на 1200 человек так и не был реализован.
Церковь была открыта 15 декабря 1869 года. Местные называли безымянную церковь Евангелической кирхой (нем. Evangelische Kirche). Её также называли Чёрной церковью (нем. Schwarze Kirche) из-за её потемневшего потолка. Она располагалась на Церковной улице (нем. Kirchstraße) пока Аплербек не стал частью Дортмунда в 1929 году, в результате чего улица была переименована в Мертманштрасе (нем. Märtmannstraße).
12 апреля 1945 года американские войска готовились войти в Аплербек. На церкви и ратуше водрузили белые флаги в знак капитуляции, что сделало возможным мирный вход американцев.
С 1999 года храм используется преимущественно для проведения концертов, и за ним постепенно закрепилось название Большая церковь (нем. Große Kirche).